# Меріден (Коннектикут)
Ме́ріден (англ. Meriden) — місто (англ. city) в США, в окрузі Нью-Гейвен на південному заході штату Коннектикут. Населення — 60 850 осіб (2020).
У місті жив Кід Каплан — український боксер.

## Географія
Меріден розташований за координатами 41°32′12″ пн. ш. 72°47′40″ зх. д. / 41.53667° пн. ш. 72.79444° зх. д. (41.536777, -72.794543). За даними Бюро перепису населення США в 2010 році місто мало площу 62,56 км², з яких 61,62 км² — суходіл та 0,94 км² — водойми.

## Демографія
Згідно з переписом 2010 року, у місті мешкало 60 868 осіб у 23 977 домогосподарствах у складі 15 304 родин. Густота населення становила 973 особи/км². Було 25892 помешкання (414/км²).
Расовий склад населення:
| - 73,5 % — білих - 9,7 % — чорних або афроамериканців - 2,1 % — азіатів - 0,5 % — корінних американців - 0,1 % — вихідців з тихоокеанських островів - 10,7 % — осіб інших рас |

До двох чи більше рас належало 3,5 %. Частка іспаномовних становила 28,9 % від усіх жителів.
За віковим діапазоном населення розподілялося таким чином: 23,9 % — особи молодші 18 років, 63,2 % — особи у віці 18—64 років, 12,9 % — особи у віці 65 років та старші. Медіана віку мешканця становила 37,7 року. На 100 осіб жіночої статі у місті припадало 93,7 чоловіків; на 100 жінок у віці від 18 років та старших — 91,0 чоловіків також старших 18 років.
Середній дохід на одне домашнє господарство становив 66 954 долари США (медіана — 54 588), а середній дохід на одну сім'ю — 77 484 долари (медіана — 65 023). Медіана доходів становила 50 739 доларів для чоловіків та 41 120 доларів для жінок. За межею бідності перебувало 14,6 % осіб, у тому числі 26,3 % дітей у віці до 18 років та 6,8 % осіб у віці 65 років та старших.
Цивільне працевлаштоване населення становило 29 300 осіб. Основні галузі зайнятості: освіта, охорона здоров'я та соціальна допомога — 25,3 %, виробництво — 14,1 %, роздрібна торгівля — 12,0 %.

## Уродженці
- Френсіс Т. Мелоуні (1894—1945) — американський політик-демократ.